# 花吐古拉镇
花吐古拉镇，是中华人民共和国内蒙古自治区通辽市科尔沁左翼中旗下辖的一个乡镇级行政单位。这里的“花”蒙古语意思是淡黄色；“吐古拉”是牛犊，“花吐古拉”即淡黄色牛犊。

## 行政区划
花吐古拉镇下辖以下地区：
花吐古拉嘎查、扎如达嘎查、柏林艾勒嘎查、三家子村、茫很恩格勒嘎查、韩家窝堡嘎查、西蒙古屯嘎查、莲花泡子嘎查、唐日嘎庙嘎查委员会、东蒙古屯嘎查、四合屯嘎查、南珠日河嘎查、英格乐嘎查委员会、腰营子嘎查、东白塔子嘎查、西白塔子嘎查、浩日彦艾勒嘎查、南哈日亚吐嘎查、北哈日亚吐嘎查、巴彦茫哈嘎查、都日本亚莫嘎查、北乌日格吐毛都嘎查、前乌日格吐毛都嘎查、召敖包嘎查和白音花林场。